# 阿雷纳波
阿雷纳波（義大利語：Arena Po），是意大利帕维亚省的一个市镇。总面积22.27平方公里，人口1664人，人口密度74.7人/平方公里（2009年）。国家统计（ISTAT）代码为018005。